# بوزو
بلدية بوزو (بالإسبانية: Bozoó)‏, هي إحدى بلديات مقاطعة برغش, التي تقع في منطقة قشتالة وليون, والتي تقع في شمال غرب إسبانيا.
يبلغ عدد سكانها 121 نسمة وفقاً لإحصائية سنة (2002).